# مونتيل غريفين
مونتيل غريفين (بالإنجليزية: Montell Griffin)‏ مواليد 6 يونيو 1970 في شيكاغو، هو ملاكم أمريكي يصنف ضمن فئة وزن خفيف الثقيل. شارك في دورة الألعاب الأولمبية الصيفية سنة 1992.

## المسيرة الاحترافية
من نزالاته:
- خسر أمام غلين جونسون (ملاكم) بالضربة الفنية القاضية (2007/05/16).
- خسر أمام خوليو سيزار غونزاليس بقرار فني (2005/05/05).
- خسر أمام داريوش ميتشالكزيوسكي بالضربة الفنية القاضية (1999/08/28).

## إحصائيات
خاض خلال مسيرته 59 نزالا، فاز في 50 وتعادل في 1 وخسر في 8. فاز بالضربة القاضية في 30 نزالا.

## روابط خارجية
- مونتيل غريفين على موقع بوكس ريك (الإنجليزية) (registration required)
- مونتيل غريفين على موقع اللجنة الأولمبية الدولية (الإنجليزية)
- مونتيل غريفين على موقع أوليمبيديا (الإنجليزية)